# Cattleya tigrina
Cattleya tigrina là một loài lan trong chi Cattleya. Số nhiễm sắc thể lưỡng bội của C. tigrina là 2n = 40.

## Hình ảnh

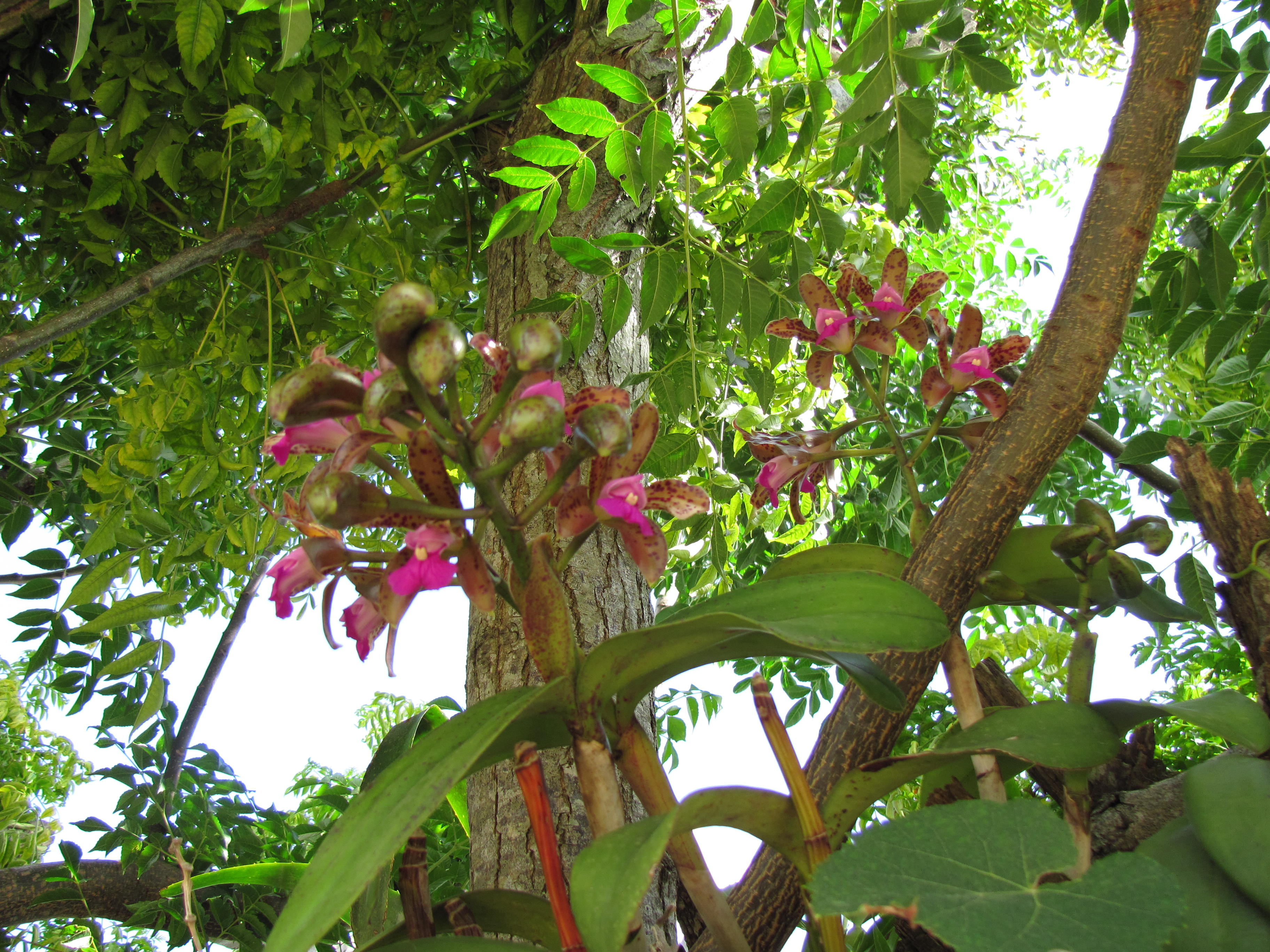
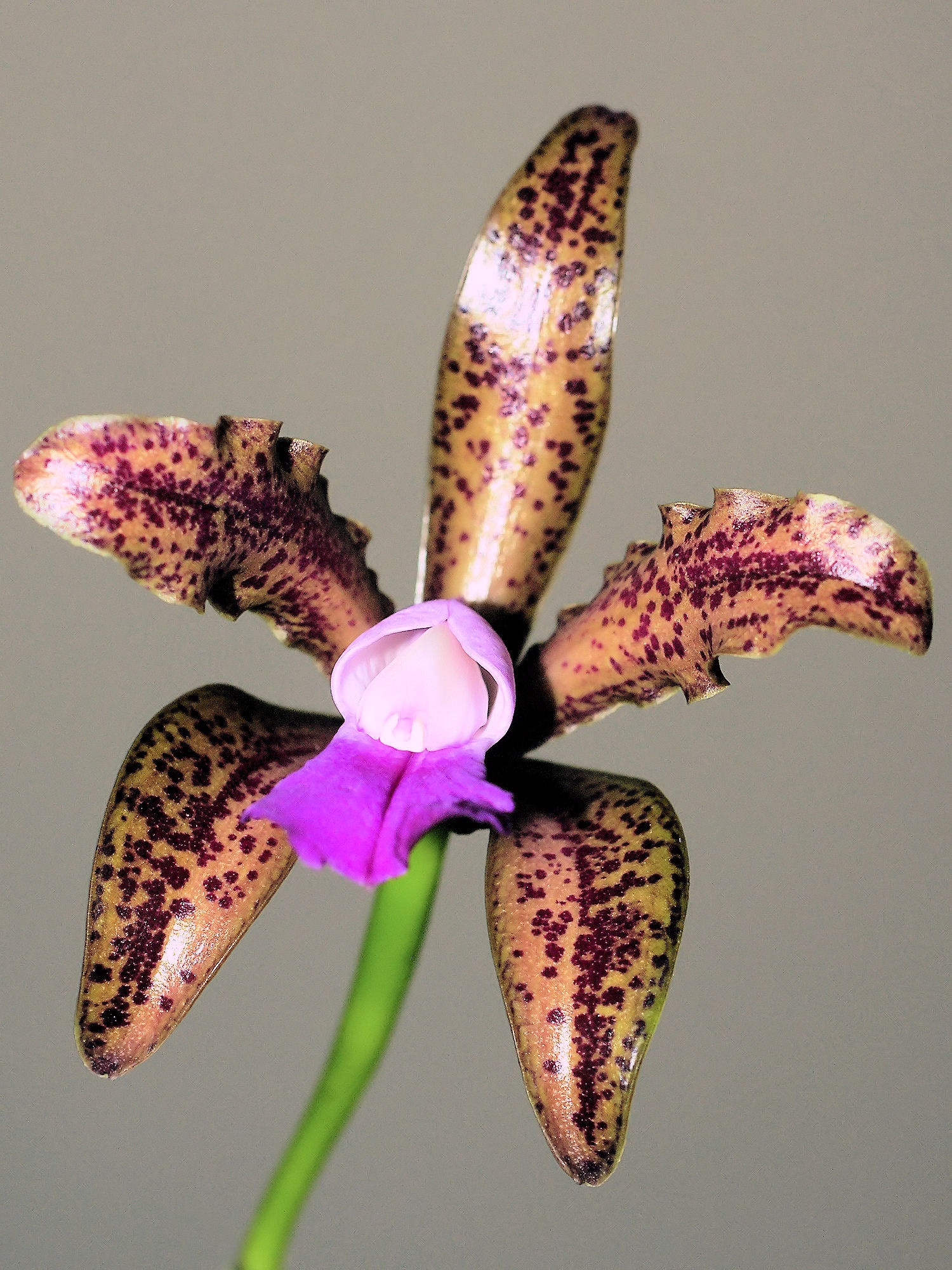
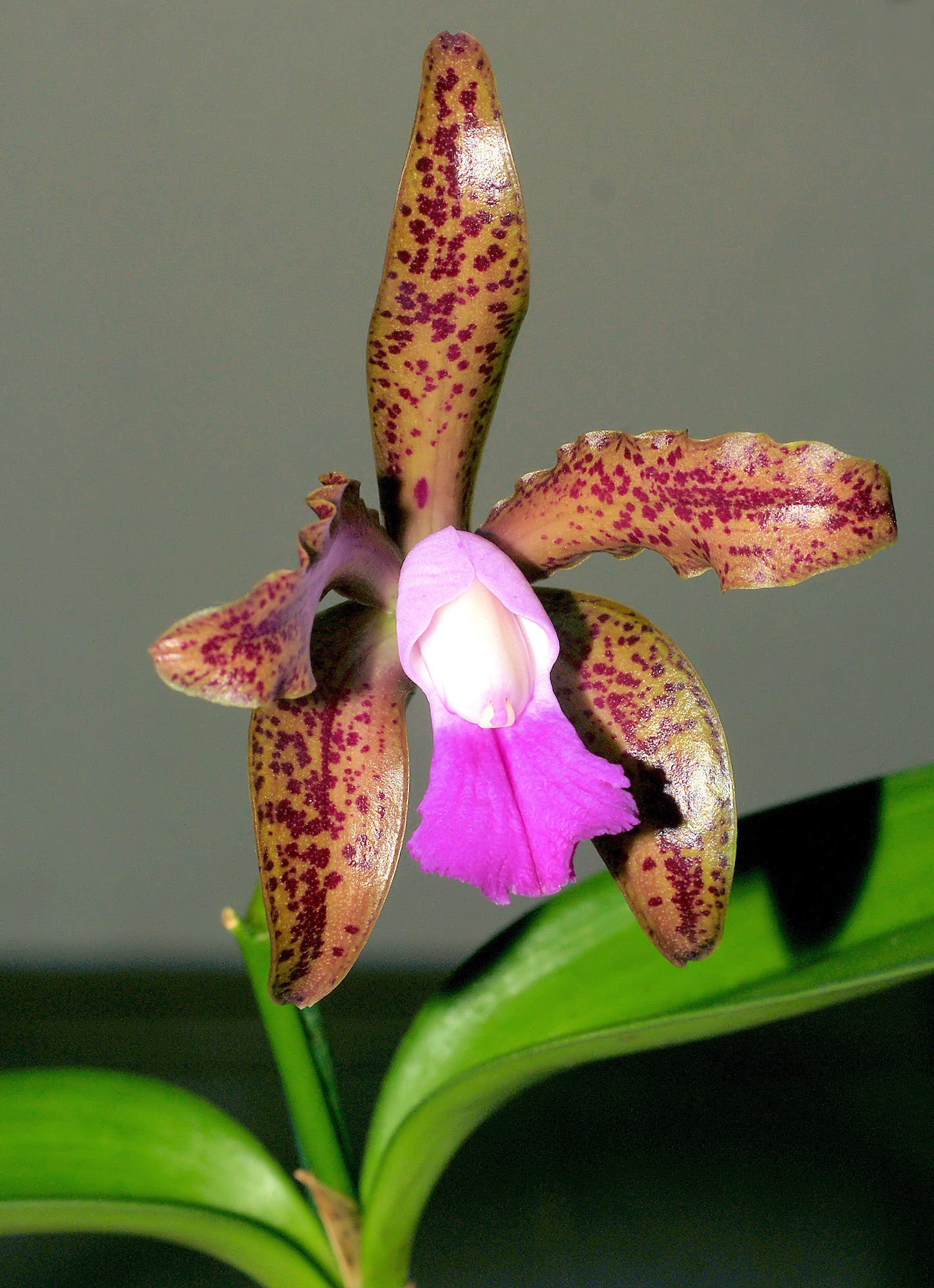
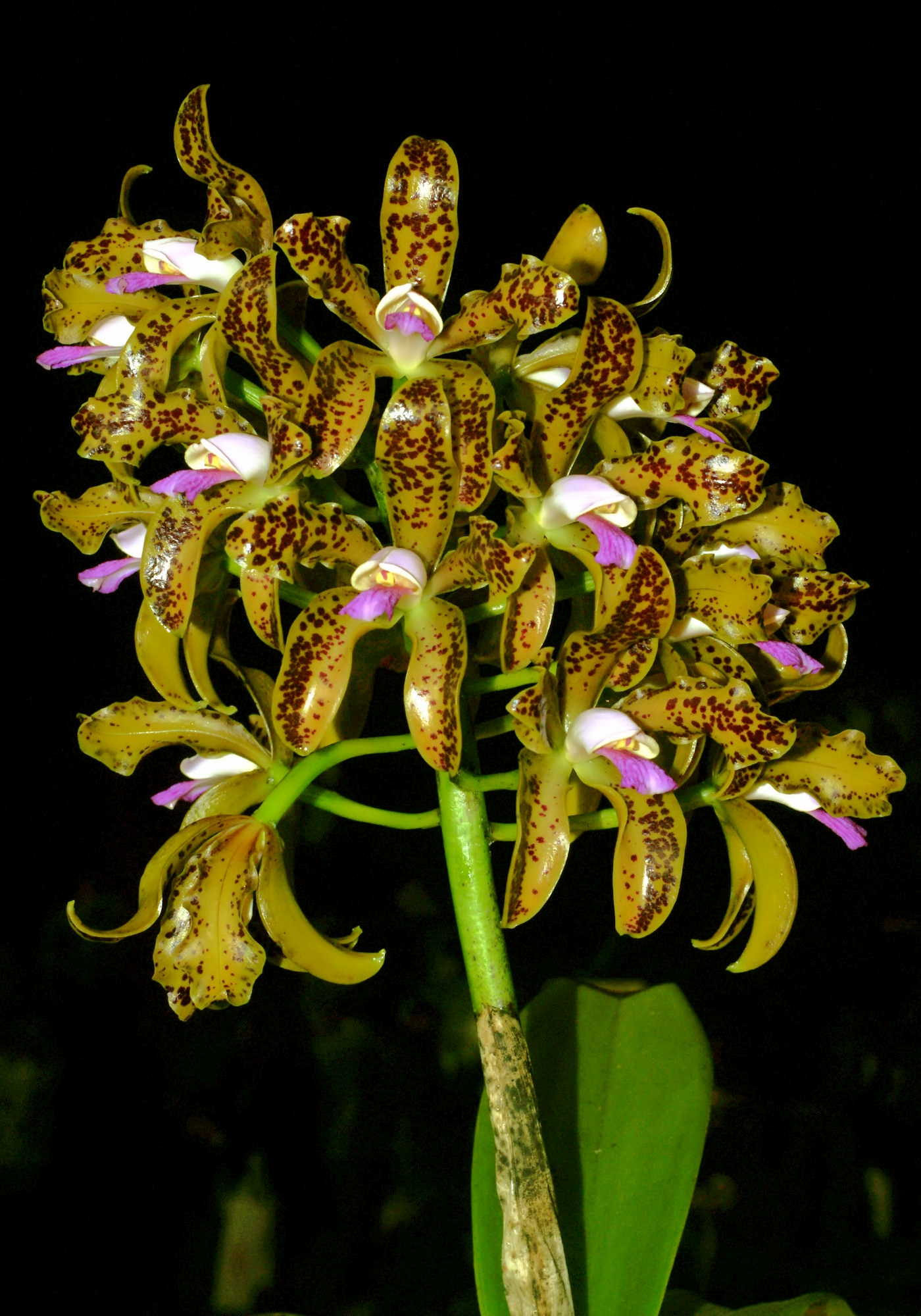